# Ингалятор Махольда

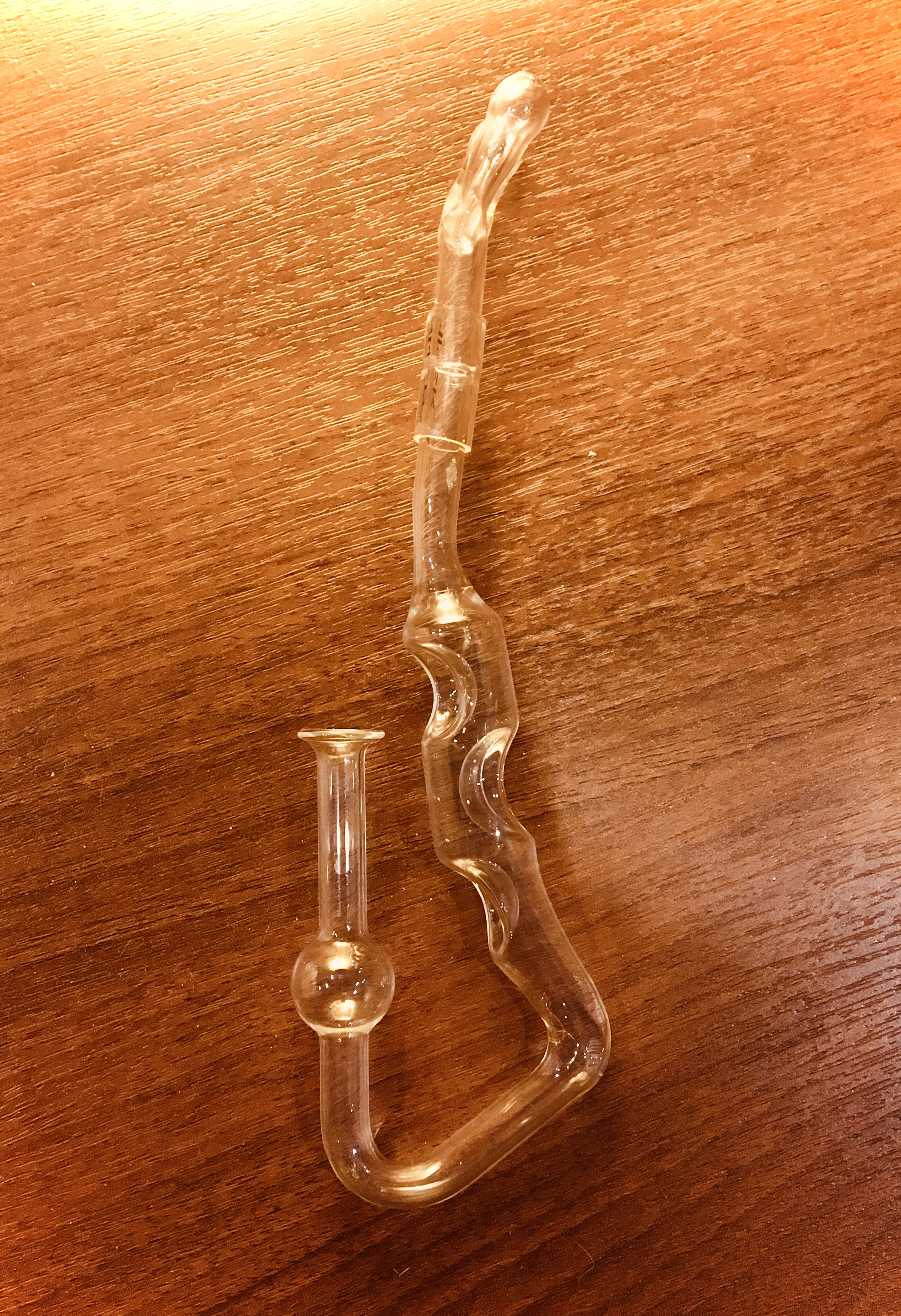
Ингалятор Махольда

Ингалятор Махольда (аромаингалятор) представляет собой устройство из стекла для проведения лечебно профилактических процедур методом ингаляции.
Конструкция разработана немецким стеклодувом Оскаром Махольдом.
Изобретение вышло в свет в 1930-е годы.
Изначально устройство рекомендовалось для профилактики гриппа и общего оздоровления организма.
Конструкция имеет вид изогнутой стеклянной трубки с насадкой для дыхания. Внутрь трубки наливается несколько капель эфирного масла.
Используется ингалятор пациентом без какой либо посторонней помощи. Пациент вдыхает пары масел через насадку. Процедура проводится в течение нескольких минут.